# Општина Остров (Констанца)
Остров (рум. Ostrov) општина је у Румунији у округу Констанца.
Oпштина се налази на надморској висини од 8 m.